# Ernst Reuter

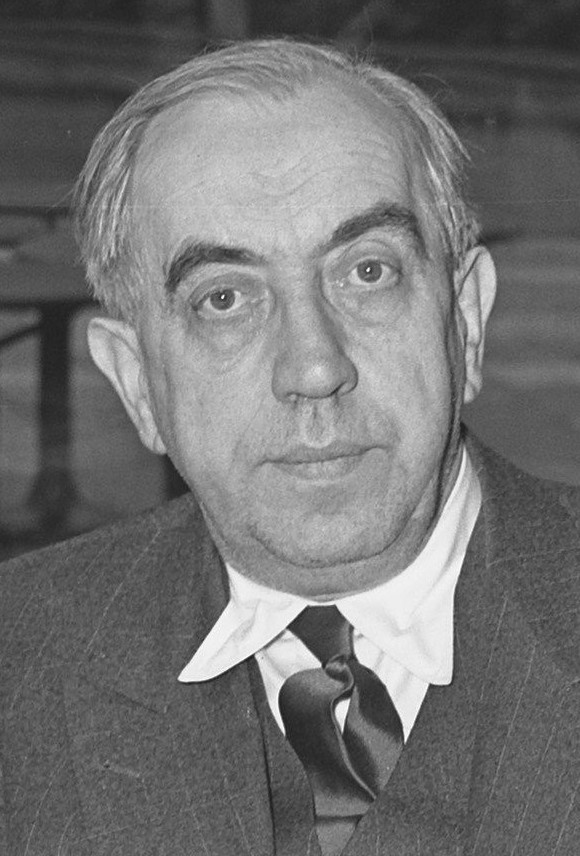
Ernst Reuter in Nederland (1951)

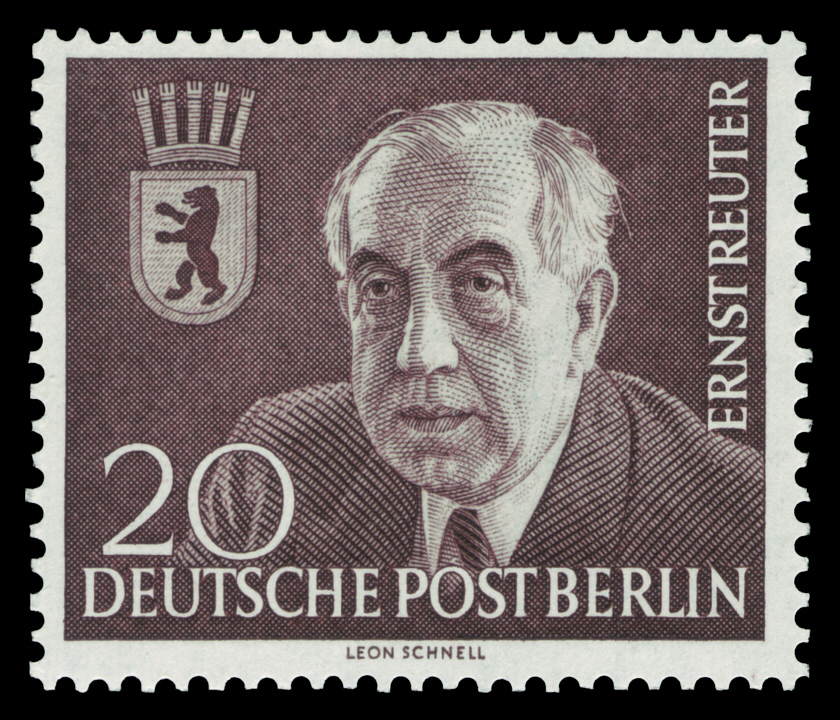
Reuter op een postzegel

Ernst Rudolf Johannes Reuter (Apenrade, 29 juli 1889 - Berlijn, 29 september 1953) was burgemeester van West-Berlijn van 1948 tot 1953 tijdens de Koude Oorlog.

## Biografie
Ernst Reuter werd geboren in Noord-Sleeswijk, een gebied dat sinds 1920 bij Denemarken hoort. Zijn jeugd bracht hij door in Leer (Oost-Friesland). Hij studeerde aan de universiteiten van Münster en Marburg en rondde zijn studie in 1912 af. In dat jaar werd hij ook lid van de Sozialdemokratische Partei Deutschlands (SPD).
Tijdens de Eerste Wereldoorlog raakte Reuter gewond en werd krijgsgevangen gemaakt door de Russen. In krijgsgevangenschap leerde hij Russisch en sloot zich aan bij de bolsjewieken. In 1917 stuurde Lenin hem naar Saratov als Volkscommissaris voor de op te richten Wolga-Duitse Autonome Socialistische Sovjetrepubliek.

### Weimarrepubliek
Bij terugkeer in Duitsland werd Reuter lid van de Kommunistische Partei Deutschlands (KPD) en werd eerste secretaris van de afdeling Berlijn. Hij vertegenwoordigde de linkervleugel binnen de partij. Na een meningsverschil over de Maart-opstand van 1921 in Midden-Duitsland met de voorzitter van de KPD Paul Levi werd Reuter in 1922 uit de KPD gezet. Reuter werd korte tijd lid van de Unabhängige Sozialdemokratische Partei Deutschlands (USPD) en keerde weer terug naar de SPD.
In 1926 kwam hij in het stadsbestuur van Berlijn en kreeg de verantwoordelijkheid over het verkeer. Hij richtte de Berliner Verkehrsbetriebe (BVG) op en zorgde voor uitbreidingen van de Berlijnse metro.
Van 1931 tot 1933 was Reuter burgemeester van Maagdenburg. Tevens werd hij parlementslid van de Reichstag. In 1933 werd hij door de nationaalsocialisten gedwongen af te treden en werd opgesloten in concentratiekamp Lichtenburg bij Torgau. Na zijn vrijlating ging hij in ballingschap naar Turkije, waar hij bleef tot het einde van de Tweede Wereldoorlog. In Ankara was hij professor in stedenbouw. Als staatsburger van een vijandige natie werd Reuter in Turkije enige tijd geïnterneerd.

### Berlijn na de Tweede Wereldoorlog

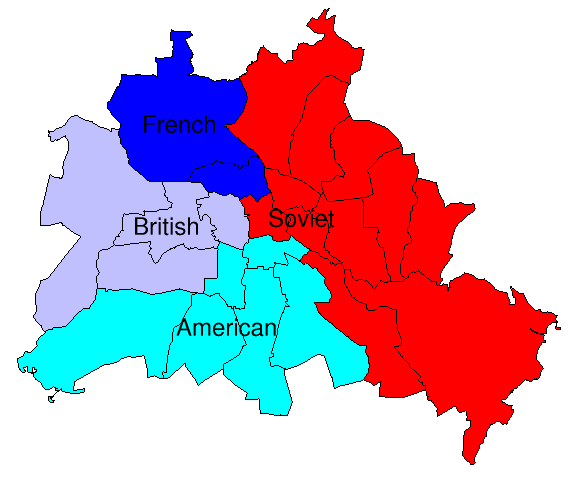
De vier bezettingssectoren van Berlijn 1945-1990

Na het einde van de Tweede Wereldoorlog keerde Reuter terug naar Berlijn en werd in 1946 gekozen in het stadsparlement. Hij werd weer verantwoordelijk voor het verkeer. In 1947 werd Reuter verkozen tot burgemeester van Berlijn. De Sovjet-Unie stemde niet in met zijn benoeming, hetgeen leidde tot de politieke splitsing van West- en Oost-Berlijn.
Reuter werd het symbool van West-Berlijn tijdens de blokkade van Berlijn van 1948-1949. De landverbindingen tussen West-Berlijn en West-Duitsland werden door de Sovjet-Unie afgesloten en de stad werd bevoorraad via de Berlijnse luchtbrug, die de Verenigde Staten hadden ingesteld. Bij de verkiezingen in 1948 behaalde Reuters SPD het hoogste resultaat ooit bij vrije verkiezingen in Duitsland: 64,5 % van de stemmen. Ondanks deze enorme overwinning ging Reuter een coalitie aan met de christendemocraten en de liberalen.
Een aantal weken na de arbeidersopstand in Oost-Berlijn van 17 juni 1953 overleed Ernst Reuter op 64-jarige leeftijd aan de gevolgen van een hartaanval. Zijn begrafenis werd bijgewoond door meer dan 1 miljoen mensen.

## Familie
Ernst Reuter trouwde in 1920. Hij kreeg met zijn vrouw Hanna twee kinderen. Zijn zoon Edzard Reuter werd CEO van Daimler-Benz. Een van zijn kleinzoons was de historicus Timothy Reuter.
- Bibliothèque nationale de France: cb12750724m (data)
- Gemeinsame Normdatei: 118599968
- International Standard Name Identifier: 0000 0000 8222 8383
- Library of Congress Control Number: n88049377
- National Archives and Records Administration: 10570875
- Nationale bibliotheek van Australië: 36017152
- Nationale Bibliotheek van Israël: 987007275465805171
- Nationale Bibliotheek van Polen: a0000003171113
- Nederlandse Thesaurus van Auteursnamen: 157112578
- LIBRIS: 278155
- SNAC: w64g4h3z
- Système universitaire de documentation: 090857631
- Trove: 1187415
- Virtual International Authority File: 40170952
- WorldCat: E39PBJhH6gqtmc8TW96894pwYP